# Chris Guccione
Christopher „Chris“ Luke Guccione (* 30. Juli 1985 in Melbourne) ist ein ehemaliger australischer Tennisspieler.

## Karriere
Guccione ist der Sohn des italienischen Vaters Santo und der australischen Mutter Diane.
Er besiegte 2004 er beim Medibank International die Nummer eins der Weltrangliste Juan Carlos Ferrero. In einem Qualifikationsspiel bei den 2005 schlug er 50 Asse. In seiner Karriere gewann er 4 Turniere der ATP Challenger Tour im Einzel und 19 weitere im Doppel. 2007 erreichte er in Adelaide das Finale, verlor aber in drei Sätzen gegen Novak Đoković. Ein Jahr später in Sydney erreichte er das zweite und letzte Mal ein Einzelfinale auf der ATP Tour.
Im Juli 2010 gewann er seinen ersten Titel auf der ATP World Tour in Newport. Er besiegte im Doppel mit seinem Partner Carsten Ball im Finale Santiago González und Travis Rettenmaier. Binnen eines Monats gewann er 2014 mit Lleyton Hewitt und Sam Groth jeweils einen weiteren Titel in Newport und Bogotá. Im September und Oktober 2014 erreichte er mit Sam Groth zwei weitere Finals. 2015 gewann er mit André Sá seinen vierten Titel und erreichte mit ihm ein weiteres Finale. Sein letztes Profimatch bestritt er bei den Australian Open 2017.

## Erfolge
| Legende (Anzahl der Siege)  |
| Grand Slam                  |
| ATP World Tour Finals       |
| ATP World Tour Masters 1000 |
| ATP World Tour 500          |
| ATP World Tour 250 (5)      |
| ATP Challenger Tour (27)    |

| Titel nach Belag |
| Hartplatz (1)    |
| Sand (0)         |
| Rasen (4)        |
| Teppich (0)      |

### Einzel

#### Turniersiege

##### ATP Challenger Tour
| Nr. | Datum            | Turnier  | Belag     | Finalgegner      | Ergebnis   |
| --- | ---------------- | -------- | --------- | ---------------- | ---------- |
| 1.  | 13. Februar 2005 | Burnie   | Hartplatz | Gōichi Motomura  | 6:3, 7:5   |
| 2.  | 10. April 2005   | Canberra | Sand      | Lars Uebel       | 7:5, 6:1   |
| 3.  | 8. Oktober 2006  | Quito    | Sand      | Guillermo Cañas  | 6:3, 7:64  |
| 4.  | 15. Oktober 2006 | Medellín | Sand      | Santiago Giraldo | 7:64, 7:64 |
| 5.  | 19. Juli 2009    | Aptos    | Hartplatz | Nick Lindahl     | 6:3, 6:4   |

#### Finalteilnahmen
| Nr. | Datum           | Turnier  | Belag     | Finalgegner     | Ergebnis       |
| --- | --------------- | -------- | --------- | --------------- | -------------- |
| 1.  | 1. Januar 2007  | Adelaide | Hartplatz | Novak Đoković   | 3:6, 7:66, 4:6 |
| 2.  | 12. Januar 2008 | Sydney   | Hartplatz | Dmitri Tursunow | 6:73, 6:74     |

### Doppel

#### Turniersiege

##### ATP World Tour
| Nr. | Datum         | Turnier     | Belag     | Partner        | Finalgegner                             | Ergebnis           |
| --- | ------------- | ----------- | --------- | -------------- | --------------------------------------- | ------------------ |
| 1.  | 11. Juli 2010 | Newport (1) | Rasen     | Carsten Ball   | Santiago González Travis Rettenmaier    | 6:3, 6:4           |
| 2.  | 13. Juli 2014 | Newport (2) | Rasen     | Lleyton Hewitt | Jonathan Erlich Rajeev Ram              | 7:5, 6:4           |
| 3.  | 20. Juli 2014 | Bogotá      | Hartplatz | Sam Groth      | Nicolás Barrientos Juan Sebastián Cabal | 7:65, 6:73, [11:9] |
| 4.  | 27. Juni 2015 | Nottingham  | Rasen     | André Sá       | Pablo Cuevas David Marrero              | 6:2, 7:5           |
| 5.  | 16. Juli 2016 | Newport (3) | Rasen     | Sam Groth      | Jonathan Marray Adil Shamasdin          | 6:4, 6:3           |

##### ATP Challenger Tour
| Nr. | Datum            | Turnier         | Belag         | Partner          | Finalgegner                           | Ergebnis          |
| --- | ---------------- | --------------- | ------------- | ---------------- | ------------------------------------- | ----------------- |
| 1.  | 13. Februar 2005 | Burnie          | Hartplatz     | Luke Bourgeois   | Alexander Hartman Scott Lipsky        | 6:4, 6:3          |
| 2.  | 10. April 2005   | Canberra        | Sand          | Richard Fromberg | Werner Eschauer Vasilis Mazarakis     | 6:1, 6:2          |
| 3.  | 6. August 2006   | Segovia         | Hartplatz     | Paul Baccanello  | Johan Landsberg Filip Prpic           | 6:3, 7:62         |
| 4.  | 19. April 2009   | Johannesburg    | Hartplatz     | George Bastl     | Michail Jelgin Alexander Kudrjawzew   | 6:2, 4:6, [11:9]  |
| 5.  | 9. Mai 2009      | Ramat haScharon | Hartplatz     | George Bastl     | Jonathan Erlich Andy Ram              | 7:5, 7:66         |
| 6.  | 19. Juli 2009    | Aptos (1)       | Hartplatz     | Carsten Ball     | Sanchai Ratiwatana Sonchat Ratiwatana | 6:3, 6:2          |
| 7.  | 18. Juli 2010    | Aptos (2)       | Hartplatz     | Carsten Ball     | Adam Feeney Greg Jones                | 6:1, 6:3          |
| 8.  | 17. Juli 2011    | Aptos (3)       | Hartplatz     | Carsten Ball     | John Paul Fruttero Raven Klaasen      | 7:65, 6:4         |
| 9.  | 9. Oktober 2011  | Sacramento      | Hartplatz     | Carsten Ball     | Nicholas Monroe Jack Sock             | 7:63, 1:6, [10:5] |
| 10. | 16. Oktober 2011 | Tiburon (1)     | Hartplatz     | Carsten Ball     | Steve Johnson Sam Querrey             | 6:1, 5:7, [10:6]  |
| 11. | 14. Oktober 2012 | Tiburon (2)     | Hartplatz     | Rik De Voest     | Jordan Kerr Andreas Siljeström        | 6:1, 6:4          |
| 12. | 13. April 2013   | León (1)        | Hartplatz     | Matt Reid        | Purav Raja Divij Sharan               | 6:3, 7:5          |
| 13. | 21. April 2013   | Mexiko-Stadt    | Hartplatz     | Carsten Ball     | Jordan Kerr John-Patrick Smith        | 6:3, 3:6, [11:9]  |
| 14. | 8. Februar 2014  | Dallas          | Hartplatz (i) | Australien       | Ryan Harrison Mark Knowles            | 6:4, 6:2          |
| 15. | 6. April 2014    | León (2)        | Hartplatz     | Sam Groth        | Marcus Daniell Artem Sitak            | 6:3, 6:4          |
| 16. | 27. April 2014   | Shenzhen        | Hartplatz     | Sam Groth        | Dominik Meffert Tim Pütz              | 6:3, 7:65         |
| 17. | 4. Mai 2014      | Taipeh          | Teppich (i)   | Sam Groth        | Austin Krajicek John-Patrick Smith    | 6:4, 5:7, [10:8]  |
| 18. | 11. Mai 2014     | Gimcheon        | Hartplatz     | Sam Groth        | Austin Krajicek John-Patrick Smith    | 6:75, 7:5, [10:4] |
| 19. | 8. Juni 2014     | Nottingham      | Rasen         | Rajeev Ram       | Colin Fleming André Sá                | 6:72, 6:2, [11:9] |
| 20. | 22. März 2015    | Drummondville   | Hartplatz (i) | Philip Bester    | Frank Dancevic Frank Moser            | 6:4, 7:66         |
| 21. | 7. Juni 2015     | Manchester      | Rasen         | André Sá         | Raven Klaasen Rajeev Ram              | kampflos          |
| 22. | 16. August 2015  | Aptos (4)       | Hartplatz     | Artem Sitak      | Yuki Bhambri Matthew Ebden            | 6:4, 7:62         |

#### Finalteilnahmen
| Nr. | Datum              | Turnier      | Belag         | Partner         | Finalgegner                         | Ergebnis          |
| --- | ------------------ | ------------ | ------------- | --------------- | ----------------------------------- | ----------------- |
| 1.  | 6. Januar 2008     | Adelaide     | Hartplatz     | Robert Smeets   | Martín García Marcelo Melo          | 3:6, 6:3, [7:10]  |
| 2.  | 28. September 2014 | Shenzhen (1) | Hartplatz     | Sam Groth       | Jean-Julien Rojer Horia Tecău       | 4:6, 6:74         |
| 3.  | 19. Oktober 2014   | Moskau       | Hartplatz (i) | Sam Groth       | František Čermák Jiří Veselý        | 6:72, 5:7         |
| 4.  | 4. Oktober 2015    | Shenzhen (2) | Hartplatz     | André Sá        | Jonathan Erlich Colin Fleming       | 1:6, 7:63, [6:10] |
| 5.  | 10. Januar 2016    | Brisbane     | Hartplatz     | James Duckworth | Henri Kontinen John Peers           | 6:74, 1:6         |
| 6.  | 25. April 2016     | Bukarest     | Sand          | André Sá        | Florin Mergea Horia Tecău           | 5:7, 4:6          |
| 7.  | 19. Juni 2016      | Queen’s Club | Rasen         | André Sá        | Pierre-Hugues Herbert Nicolas Mahut | 3:6, 6:75         |